# 47 Ursae Majoris d
{{Info/Planeta
| nome = 47 Ursae Majoris d
| imagem = 
| imagem_legenda = 
| estrela = 47 Ursae Majoris
| magnitude = 5.03
| tipo_espectral = G1V
| ref_órbita = 
| semieixo_maior = 11.6+2.1
−2.9<ref name="bayesian">P. C. Gregory; D. A. Fischer (2010). «A Bayesian periodogram finds evidence for three planets in 47 Ursae Majoris». Monthly Notices of the Royal Astronomical Society. 403 (2). 731 páginas. Bibcode:2010MNRAS.403..731G. doi:10.1111/j.1365-2966.2009.16233.x Parâmetro desconhecido |vel_orb= ignorado (ajuda); Parâmetro desconhecido |massa= ignorado (ajuda); Parâmetro desconhecido |período_orbital= ignorado (ajuda); Parâmetro desconhecido |apoastro= ignorado (ajuda); Parâmetro desconhecido |excentricidade= ignorado (ajuda); Parâmetro desconhecido |argumento_periastro= ignorado (ajuda); Parâmetro desconhecido |periastro= ignorado (ajuda); ref stripmarker character in |excentricidade= at position 350 (ajuda); ref stripmarker character in |argumento_periastro= at position 347 (ajuda)
47 Ursae Majoris d (também abreviado como 47 Uma d) é um planeta extrassolar a aproximadamente 46 anos-luz de distância, na constelação de Ursa Maior. O planeta foi descoberto localizado em uma órbita de longo período (38 anos) em torno da estrela 47 Ursae Majoris. A partir de 2011, é o mais externo dos três planetas conhecidos em seu sistema planetário. Ele tem uma massa de, pelo menos, 1,64 vezes a de Júpiter. É o planeta com maior período detectado pela espectroscopia Doppler.